# 藤井佳代子
藤井 佳代子（ふじい かよこ、1961年4月21日 - ）は、日本の女優、声優である。劇団青年座所属。神奈川県出身。

## 経歴
中学、高校時代はなんとなく単純に、「いいな、やりたいな」という気持ちで、演劇部に所属していたが、結局、本気だったようだという。
文化祭でシェイクスピアしたりしていたが、リーダーシップでなく、人に言われるままにしていた。ただし演じることは好きで、漠然と、「こういう世界に進むだろう」という予感はあった。
高校3年生の時に仲代達矢の主宰する無名塾を受けており、最終審査まで残ったが、落選。この時の失敗は大きなショックだったが、高校の教師をはじめ周囲から強く勧められ清泉女学院高等学校卒業後、桐朋学園短期大学芸術科演劇専攻に進学して、芝居をやろうと決めた。その時、普通の大学も受けることから、しばらく演劇を辞めていた。しかし何をしてても「こんな舞台でやったら、あんな設定にしたらおもしろいなあ」と芝居のことが浮かんできて、自覚はなかったが、「よっぽど好きなんだ」と思った。
1982年4月1日に青年座入団、2度目の舞台で主役を演じる。同年にNHKのテレビドラマ『海猫哀歌』で主役を演じた。その後もテレビドラマや映画、舞台などで活動。
高校時代は、アニメ少女でもあり、演劇に対するノリと同じで、セル画をもらってきたり、台本もらって来ている周囲の熱心な友人の後からくっついていった。日曜日に誰かの家に集まり、『宇宙戦艦ヤマト』、『科学忍者隊ガッチャマン』の台本でアテレコ遊びをしていた。絵はないが、それぞれの役を分担して読み、BGMを入れたテープまで作った。アニメとの出会いは、ディズニーで『眠れる森の美女』、『ファンタジア』が、子供心に焼きついていた。テレビアニメも、兄の影響で『狼少年ケン』、『スーパージェッター』、『サスケ』、『ジャングル大帝』などを見ていた。
『風の谷のナウシカ』も連載当時から読んでおり、単行本も全部持っていた。映画化も知って、「これは絶対にいい!」と思っていた。同じ劇団青年座に所属していた島本須美がナウシカ役で出演していたため、ポスターをもらって部屋に貼っていたあたり、ほとんどミーハーだった。その頃から、「声優をやりたいな」と思い始める。
『聖戦士ダンバイン』のオーディションがきっかけとなり、アニメの声優としては、1984年のテレビアニメ『重戦機エルガイム』のパメラ・ピロレッジ役でデビュー。

## 人物・特色
テレビアニメ『機動戦士Ζガンダム』ではロザミア・バダムを演じていたが、『機動戦士ガンダム』自体も人物に勧められ第3部を見に行っていた。その時、面白く、慌てて第1部から見直していた。富野由悠季の世界が好きになってしまって「ぜひ一緒にお仕事をしてみたい」と思っていた。
趣味は読書、サッカー観戦、日本舞踊。特技は書道・声楽。
資格は日舞名取（花柳玉篤）。
憧れている人物は倍賞千恵子、森本レオを挙げている。

## 出演

### テレビドラマ
- サラリーマン金太郎
- 海猫哀歌（1982年）
- 東映不思議コメディーシリーズ
  - 勝手に!カミタマン（1985年12月15日） - 洋子 役
  - 魔法少女ちゅうかないぱねま!（1989年11月26日） - ショウコさん 役
- プロゴルファー祈子
- 独眼竜政宗（1987年） - 片倉家の女中 役
- スケバン刑事III 少女忍法帖伝奇 第35・36話（1987年9月3日・10日） - 風間奈津 役
- 世界忍者戦ジライヤ（1988年） - 女教師 役
- 火曜サスペンス劇場
  - 「艶歌恋歌殺人譜」（1988年）
  - 「浅見光彦ミステリー3 佐渡伝説殺人事件」（1988年）
  - 「浅見光彦ミステリー7 備後路殺人事件」（1990年）
  - 「地方記者・立花陽介1」（1993年） - 塚本のぶ子（若い頃） 役
- 浅見光彦ミステリー3 佐渡伝説殺人事件（1988年4月12日）
- 三角波（1990年2月26日）
- 君の名は（1991年）
- ルージュの伝言 ノーサイド（1991年8月14日）
- 噺家カミサン繁盛記 第12回（1991年11月19日）
- 世にも奇妙な物語
  - 「まだ恋は始まらない」（1991年12月12日）
  - 「48年目の約束」（1992年12月30日）
- 土曜ワイド劇場
  - 「考古学者シリーズ13 美人お嬢さま殺し」（1992年） - 綾小路文香 役
  - 「温泉医ぽっかや診療所事件カルテ6」（2007年） - 新井清子 役
- 家なき子（1994年）
- 毎度ゴメンなさぁい（1994年）
- やさしい遺言（1996年2月20日）
- 坊ちゃん教授の事件簿1 「四国道後」殺人事件（1997年） - 小川美佐子 役
- 三姉妹探偵団（1998年） - 有田信子 役
- 水戸黄門 第26部 第22話（1998年7月13日）
- P.A.（1998年）
- 家政婦は見た! 花の一族、愛と欲のからみ合い（1999年2月6日）
- 金曜エンタテイメント「単独房の少女たち」（1999年）
- 監察医・室生亜季子 不完全な心中（2001年1月23日）
- 恋を何年休んでますか（2001年）
- ビューティ7（2001年）
- 3年B組金八先生 第6シリーズ 第6話「父さんアンタが憎い」（2001年11月15日） - 友田里江 役
- 新・女検事 霞夕子 夏の記憶（2003年1月14日）
- 世直し公務員ザ・公証人 第2作（2003年3月10日） - 鈴木の元妻 役
- 川、いつか海へ 6つの愛の物語（2003年12月）
- 浅見光彦シリーズ「華の下にて」（2004年）
- 特捜戦隊デカレンジャー 第3・4話（2004年2月29日・3月7日） - 京子 役
- ウルトラQ dark fantasy 第13話（2004年6月29日） - 亜乃留の母 役
- ホステス探偵危機一髪（2004年5月31日）
- 奇跡の生還者特別版 恐怖の事件スペシャル（2004年9月27日）
- 19borders（2004年）
- 温泉へ行こう5（2004年）
- 女タクシードライバーの事件日誌 第3作（2005年2月28日） - 仁科雅美 役
- 刑事部屋〜六本木おかしな捜査班〜 第2話（2005年7月13日） - 羽村時子 役
- 理想の生活（2005年）
- 着信アリ（2005年）
- 多摩南署たたき上げ刑事・近松丙吉（2006年）
- 温泉医ぽっかや診療所事件カルテ6（2007年） - 新井清子 役
- 菊次郎とさき（2007年）
- 有閑倶楽部（2007年）
- 仮面ライダーW（2010年）照井真由美 役
- LADY〜最後の犯罪プロファイル〜 第9話（2011年3月4日） - 鳴海亜美 役
- 本日は大安なり（2012年） - 加賀山えい子 役
- 女と男の熱帯（2013年）
- 遺留捜査 第3シリーズ 第3話（2013年5月1日、テレビ朝日） - 汐見紀子 役
- モメる門には福きたる（2013年）
- ハクバノ王子サマ（2013年） - 東山恵子 役
- 花嫁のれん（2014年）
- ほんとにあった怖い話 15周年スペシャル 「タクシードライバーは語る」（2014年8月16日、フジテレビ） - 杉本里美（仁美の母） 役
- 相棒シリーズ（テレビ朝日）
  - season12 第18話（2014年） - 友部富士子 役
  - season19 第12話（2021年） - 中岡の妻 役
- シンデレラデート（2014年）
- 保身（2015年7月1日）
- 女性作家ミステリーズ 美しき三つの嘘 第3話（2016年1月4日）
- イノセンス 冤罪弁護士（2019年、日本テレビ）
- 白衣の戦士!（2019年、日本テレビ） - 相沢沙織の母 役
- 私は代行屋!事件推理請負人（2020年、テレビ朝日）
- カタカナ 第15話（2022年、NHK総合）

### Webドラマ
- 77部署合体ロボダイキギョー ドラマ・伝え方が9割（2017年、Amazonプライム）

### テレビ番組
- 丸の内小町（2018年、EX）

### 映画
- 命燃ゆる時
- ありふれた愛に関する調査（1992年3月21日）
- ゼロ 零（2003年、ケイエスエス）
- 着信アリ（2003年11月3日）
- 大停電の夜に（2005年11月19日）
- 武士の一分（2006年10月20日、松竹）
- 釣りバカ日誌18 ハマちゃんスーさん瀬戸の約束（2007年9月8日、松竹）
- ジョジョの奇妙な冒険 ダイヤモンドは砕けない 第一章（2017年8月4日）
- 峠 最後のサムライ（2022年、松竹）
- 泥の子と狭い家の物語（2022年） - 猫屋敷の主人 役

### テレビアニメ
1984年
- うる星やつら
- 重戦機エルガイム（パメラ・ピロレッジ）
- ミームいろいろ夢の旅（光男の母、由紀子）

1985年
- 機動戦士Ζガンダム（マニティ、ロザミア・バダム、ファの母）

1986年
- 宇宙船サジタリウス（カレン）
- 機動戦士ガンダムΖΖ（エマリー・オンス）
- 青春アニメ全集
  - 「天からの声」（三上夫人）
  - 「学生時代」（澄子）

1987年
- 機甲戦記ドラグナー（1987年 - 1988年、リンダ・プラート）
- グリム名作劇場（1987年 - 1988年、ゆき白、長女）

1988年
- 魔神英雄伝ワタル（1988年 - 1989年、おユウ、聖龍妃）

1989年
- 獣神ライガー（1989年 - 1990年、八神冴子）
- 魔動王グランゾート（バスガイド）
- 鎧伝サムライトルーパー（カユラの母）

1990年
- 魔神英雄伝ワタル2（1990年 - 1991年、聖龍妃）

1991年
- 太陽の勇者ファイバード（清少納言）

1992年
- 風の中の少女 金髪のジェニー（リンダ）

1993年
- 楽しいウイロータウン
- 若草物語 ナンとジョー先生（メアリ・アン）

1994年
- 七つの海のティコ（洋子）
- ハックルベリー・フィン物語（ソフィア）

1995年
- 獣戦士ガルキーバ（神城ミル、メロディ・エアロスミス）
- ロミオの青い空（ジェシカ）

1996年
- 少年サンタの大冒険!
- 名探偵コナン（1996年 - 2000年、巽和美、早瀬君江、加那美咲）

1997年
- 中華一番!（ライア）
- 超魔神英雄伝ワタル（1997年 - 1998年、聖龍妃）

2010年
- サザエさん（澄江）

2012年
- 新世界より（木元）

### 劇場アニメ
- ダーティペア（1987年、秘書）
- AKIRA（1988年）
- MEMORIES「最臭兵器」（1995年、咲子）
- 名探偵コナン 時計じかけの摩天楼（1997年）

### OVA
- 機動戦士ガンダム0080 ポケットの中の戦争（1989年、キャスター）

### Webアニメ
- 魔神英雄伝ワタル 七魂の龍神丸（2020年、聖龍妃）

### ゲーム
1990年代
- 機動戦士Ζガンダム（1997年、ロザミア・バダム）※セガサターン
- 機動戦士Ζガンダム (PlayStation)（1997年、ロザミア・バダム）
- SDガンダム GGENERATION（1998年 - 2016年、ロザミア・バダム、エマリー・オンス） - 7作品
- 機動戦士ガンダム ギレンの野望シリーズ（1998年 - 2009年、ロザミア・バダム、エマリー・オンス、マニティ・マンデナ） - 3作品
- スーパーロボット大戦F完結編（1998年、ロザミア・バダム〈ロザミィ〉、エマリー・オンス）
- スーパーロボット大戦コンプリートボックス（1999年、ロザミア・バダム、エマリー・オンス）

2000年代
- スーパーロボット大戦シリーズ（2000年 - 2002年、ロザミア・バダム） - 4作品
- ファイナルファンタジーX（2001年、ベルゲミーネ、シーモアの母）
- 機動戦士Ζガンダム エゥーゴvs.ティターンズ（2003年 - 2004年、ロザミア・バダム） - 2作品
- Another Century's Episode（2005年、リンダ・プラート）
- Another Century's Episode2（2006年、リンダ・プラート）
- 機動戦士ガンダム クライマックスU.C.（2006年、ロザミア・バダム、エマリー・オンス）

### ドラマCD
- 魔神英雄伝ワタル3 CDシネマ6 浮遊界沈没篇（聖龍妃）
- 魔神英雄伝ワタル3 ぼくの虎王 第三章 運命の日に（聖龍妃）
- 魔神英雄伝ワタル3 虎王物語 虎王伝説 CDシネマ1 虎王闇嵐編（聖龍妃）
- 魔神英雄伝ワタル4 CDシネマ5「創界山パラダイス」（聖龍妃）

### 吹き替え

#### 映画
- IT/イット（オードラ・デンブロウ〈オリヴィア・ハッセー〉）※NHK-BS2版
- エアポート'02
- エンド・オブ・デイズ ※テレビ朝日版
- くちづけはタンゴの後で
- シマロン（セイブラ〈アイリーン・ダン〉）
- スキャンダル ※テレビ東京版
- ネバー・セイ・ダイ
- バックドラフト
- プロフェシー（メアリー・クライン〈デブラ・メッシング〉）※テレビ東京版
- ヘンリー・フール（フェイ・グリム〈パーカー・ポージー〉）
- 幼女誘拐 〜残された人形〜
- ロスト・サン（デボラ〈ナスターシャ・キンスキー〉）

#### ドラマ
- 赤と黒
- 怪奇の館
- 宮廷女官チャングムの誓い
- 刑事ナッシュ・ブリッジス（リサ〈アネット・オトゥール〉）
- 恋するマンハッタン
- コウラン伝 始皇帝の母（宣候夫人〈リウ・ミン〉[11]）
- 私立探偵ハリー
- チャームド 〜魔女3姉妹〜（パティ・ハリウェル〈フィノラ・ヒューズ〉）
- Dr.マーク・スローン

### CM
- アステラス製薬
- 国税庁
  - 「確定申告」
  - 「e-tax」
- モンスターハンタークロス

### 舞台
- 愛すればこそ（1993年、澄子）
- ロスメルス・ホルム（1993年）
- ベクター（2001年、丸太）
- 深川安楽亭（2004年、小菊）
- 家族になってみませんか墨田下町町屋騒動（2005年）
- 黄昏のポルカ（2006年）
- 牡丹燈籠（2008年）
- 我が名はレギオン（2009年）
- あゆみ（2014年）